# Persone di nome Anthony/Calciatori
| Questa pagina contiene informazioni ricavate automaticamente dalle voci biografiche con l'ausilio del template Bio e di un bot. L'aggiornamento è periodico e automatico e ricostruisce completamente la pagina. Se manca una persona in questa lista, sei pregato di non aggiungerla, ma accertati piuttosto che la sua voce biografica contenga il template Bio e che i dati anagrafici siano correttamente compilati. Se il template Bio manca, inseriscilo tu stesso o, in alternativa, metti l'avviso {{tmp\|Bio}} che ne segnala la mancanza. Se i dati riportati sono sbagliati, correggi direttamente la voce biografica; le modifiche saranno visibili in questa lista entro pochi giorni. Per chiarimenti vedi il progetto antroponimi. La lista contiene solo le 157 persone che sono citate nell'enciclopedia e per le quali è stato implementato correttamente il template Bio. Pagina aggiornata al 6 ago 2025. |

Questa è una lista di persone presenti nell'enciclopedia che hanno il nome Anthony e sono calciatori.

## A(7)
- Anthony Aires, calciatore uruguaiano (Las Piedras, n. 2004)
- Anthony Akumu, calciatore keniota (Rachuonyo, n. 1992)
- Tony Allen, calciatore inglese (Stoke-on-Trent, n. 1939 - Stoke-on-Trent, † 2022)
- Anthony Ampaipitakwong, ex calciatore statunitense (Carrollton, n. 1988)
- Anthony Angély, calciatore francese (Parigi, n. 1990)
- Anthony Annan, calciatore ghanese (Accra, n. 1986)
- Anthony Augustine, ex calciatore grenadino (Parrocchia di Saint Mark, n. 1980)

## B(14)
- Anthony Baffoe, ex calciatore ghanese (Bad Godesberg, n. 1965)
- Anthony Bancarel, ex calciatore francese (Millau, n. 1971)
- Anthony Bardon, ex calciatore inglese (Londra, n. 1993)
- Anthony Baron, calciatore francese (Villepinte, n. 1992)
- Anthony Basso, calciatore francese (Besançon, n. 1979 - Besançon, † 2025)
- Tony Bedeau, calciatore grenadino (Londra, n. 1979 - Londra, † 2025)
- Anthony Belmonte, calciatore francese (Istres, n. 1995)
- Tony Betts, ex calciatore inglese (Sandiacre, n. 1953)
- Anthony Biekman, ex calciatore olandese (Zoetermeer, n. 1994)
- Tony Bird, ex calciatore gallese (Cardiff, n. 1974)
- Anthony Blondell, calciatore venezuelano (Cumaná, n. 1994)
- Tony Book, calciatore e allenatore di calcio britannico (Bath, n. 1934 - Manchester, † 2025)
- Anthony Briançon, calciatore francese (Avignone, n. 1994)
- Tony Brown, ex calciatore inglese (Oldham, n. 1945)

## C(12)
- Anthony Caci, calciatore francese (Forbach, n. 1997)
- Tony Caig, ex calciatore inglese (Cleator Moor, n. 1974)
- Tony Capaldi, ex calciatore nordirlandese (Porsgrunn, n. 1981)
- Tony Cascarino, ex calciatore inglese (Orpington, n. 1962)
- Tony Cascio, ex calciatore statunitense (Gilbert, n. 1990)
- Tony Cavanagh, calciatore nordirlandese (n. 1949 - † 2003)
- Tony Collins, calciatore e allenatore di calcio inglese (Kensington, n. 1926 - † 2021)
- Anthony Contreras, calciatore costaricano (San José, n. 2000)
- Tony Cunningham, ex calciatore giamaicano (Kingston, n. 1957)
- Tony Currie, ex calciatore inglese (Edgware, n. 1950)
- Anthony Cutti, calciatore uruguaiano (Montevideo, n. 2000)
- Anthony Cáceres, calciatore australiano (Sydney, n. 1992)

## D(10)
- Anthony D'Alberto, calciatore congolese (Repubblica Democratica del Congo) (Lubumbashi, n. 1994)
- Anthony Dafaa, ex calciatore keniota (n. 1988)
- Tony Daley, ex calciatore inglese (Birmingham, n. 1967)
- Anthony Danze, calciatore australiano (Perth, n. 1984)
- Anthony Dennis, calciatore nigeriano (Kaduna, n. 2004)
- Anthony Deroin, ex calciatore francese (Caen, n. 1979)
- Anthony Descotte, calciatore belga (Gosselies, n. 2003)
- Tony Donatelli, calciatore statunitense (Glenside, n. 1984)
- Tony Dorigo, ex calciatore inglese (Melbourne, n. 1965)
- Tony Douglas, ex calciatore trinidadiano (Point Fortin, n. 1952)

## E(1)
- Anthony Elanga, calciatore svedese (Hyllie, n. 2002)

## F(5)
- Anthony Favre, ex calciatore svizzero (Rolle, n. 1984)
- Tony Finnigan, ex calciatore inglese (Wimbledon, n. 1962)
- Anthony Fontana, calciatore statunitense (Newark, n. 1999)
- Tony Ford, ex calciatore inglese (Grimsby, n. 1959)
- Anthony Forde, calciatore irlandese (Ballingarry, n. 1993)

## G(12)
- Tony Gallimore, ex calciatore inglese (Crewe, n. 1972)
- Tony Galvin, ex calciatore irlandese (Huddersfield, n. 1956)
- Anthony Gardner, ex calciatore inglese (Stafford, n. 1980)
- Anthony Georgiou, calciatore cipriota (Lewisham, n. 1997)
- Anthony Gerrard, ex calciatore inglese (Liverpool, n. 1986)
- Anthony Goelzer, calciatore francese (Lilla, n. 1998)
- Anthony Gonçalves, calciatore francese (Belfort, n. 1986)
- Anthony Gordon, calciatore inglese (Liverpool, n. 2001)
- Anthony Grant, calciatore inglese (Lambeth, n. 1987)
- Anthony Green, ex calciatore scozzese (Glasgow, n. 1946)
- Anthony Karl Gregory, ex calciatore islandese (n. 1966)
- Anthony Griffith, ex calciatore montserratiano (Huddersfield, n. 1986)

## H(3)
- Tony Hateley, calciatore inglese (Derby, n. 1941 - Preston, † 2014)
- Anthony Hernandez, calciatore gibilterriano (Gibilterra, n. 1995)
- Tony Hibbert, ex calciatore inglese (Liverpool, n. 1981)

## I(1)
- Lucky Isibor, calciatore nigeriano (Benin City, n. 1977 - Lagos, † 2013)

## J(3)
- Anthony Jackson-Hamel, ex calciatore canadese (Québec, n. 1993)
- Anthony Jeffrey, calciatore guyanese (Hendon, n. 1994)
- Anthony Jung, calciatore tedesco (La Vila Joiosa, n. 1991)

## K(6)
- Anthony Kalik, calciatore australiano (St Leonards, n. 1997)
- Tony Kane, calciatore nordirlandese (Belfast, n. 1987)
- Tony Kay, ex calciatore inglese (Sheffield, n. 1937)
- Tony Knapp, calciatore e allenatore di calcio inglese (Newstead, n. 1936 - Jørpeland, † 2023)
- Anthony Knockaert, calciatore francese (Roubaix, n. 1991)
- Anthony Koura, calciatore francese (Le Mans, n. 1993)

## L(11)
- Anthony Laffor, ex calciatore liberiano (Monrovia, n. 1985)
- Anthony Landázuri, calciatore ecuadoriano (Esmeraldas, n. 1997)
- Anthony Le Tallec, ex calciatore francese (Hennebont, n. 1984)
- Anthony Likiliki, calciatore tongano (n. 1999)
- Anthony Limbombe, calciatore belga (Mechelen, n. 1994)
- Anthony Lippini, ex calciatore francese (Bastia, n. 1988)
- Anthony Lopes, calciatore francese (Givors, n. 1990)
- Anthony Lormor, ex calciatore inglese (Ashington, n. 1970)
- Anthony Losilla, calciatore francese (Firminy, n. 1986)
- Anthony Lozano, calciatore honduregno (Yoro, n. 1993)
- Anthony Lurling, ex calciatore olandese ('s-Hertogenbosch, n. 1977)

## M(17)
- Anthony Mandréa, calciatore francese (Grasse, n. 1996)
- Anthony Marchi, calciatore e allenatore di calcio inglese (Londra, n. 1933 - Chelmsford, † 2022)
- Anthony Markanich, calciatore statunitense (Bourbonnais, n. 1999)
- Anthony Martial, calciatore francese (Massy, n. 1995)
- Anthony Mathenge, ex calciatore keniota (n. 1978)
- Tony Mawejje, ex calciatore ugandese (Masaka, n. 1986)
- Tony McDonnell, ex calciatore irlandese (Dublino, n. 1976)
- Anthony McNamee, ex calciatore inglese (Lambeth, n. 1983)
- Anthony Mfa Mezui, calciatore gabonese (Beauvais, n. 1991)
- Tony Millington, calciatore gallese (Hawarden, n. 1943 - † 2015)
- Anthony Modeste, calciatore francese (Cannes, n. 1988)
- Anthony Moris, calciatore belga (Arlon, n. 1990)
- Anthony Mossi, calciatore francese (Parigi, n. 1994)
- Anthony Mounier, ex calciatore francese (Aubenas, n. 1987)
- Anthony Moura-Komenan, ex calciatore ivoriano (Bruges, n. 1986)
- Anthony Murphy, ex calciatore irlandese (Dublino, n. 1982)
- Anthony Musaba, calciatore olandese (Beuningen, n. 2000)

## N(4)
- Anthony Nelson, calciatore britannico (George Town, n. 1997)
- Anthony Noreiga, ex calciatore trinidadiano (n. 1982)
- Anthony Novak, calciatore canadese (Pickering, n. 1994)
- Anthony Nwakaeme, calciatore nigeriano (Lagos, n. 1989)

## O(5)
- Anthony Obodai, ex calciatore ghanese (Accra, n. 1982)
- Anthony Okachi, calciatore nigeriano (n. 2000)
- Anthony Okpotu, calciatore nigeriano (Makurdi, n. 1994)
- Anthony Olusanya, calciatore finlandese (Jakobstad, n. 2000)
- Anthony Oyono, calciatore francese (Lilla, n. 2001)

## P(5)
- Tony Parkes, ex calciatore e allenatore di calcio inglese (Sheffield, n. 1949)
- Anthony Partipilo, calciatore italiano (Bari, n. 1994)
- Anthony Patterson, calciatore inglese (North Shields, n. 2000)
- Anthony Pilkington, ex calciatore irlandese (Blackburn, n. 1988)
- Joel Poiso, calciatore uruguaiano (Montevideo, n. 2004)

## R(10)
- Anthony Racioppi, calciatore svizzero (Ginevra, n. 1998)
- Anthony Ralston, calciatore scozzese (Bellshill, n. 1998)
- Anthony Réveillère, ex calciatore francese (Doué-la-Fontaine, n. 1979)
- Anthony Ribelin, calciatore francese (Nîmes, n. 1996)
- Tony Richards, calciatore inglese (Birmingham, n. 1934 - † 2010)
- Anthony Rijo, ex calciatore uruguaiano (Montevideo, n. 1999)
- Anton Rogan, ex calciatore nordirlandese (Belfast, n. 1966)
- Anthony Roncaglia, calciatore francese (Bastia, n. 2000)
- Anthony Rouault, calciatore francese (Villeneuve-sur-Lot, n. 2001)
- Tony Rougier, ex calciatore trinidadiano (Sobo Village, n. 1971)

## S(9)
- Tony Sanneh, ex calciatore statunitense (Saint Paul, n. 1971)
- Anthony Sauthier, calciatore svizzero (Saxon, n. 1991)
- Anthony Scaramozzino, ex calciatore francese (Nizza, n. 1985)
- Anthony Schmid, calciatore austriaco (Strasburgo, n. 1999)
- A. J. Soares, ex calciatore statunitense (Solana Beach, n. 1988)
- Anthony Sosa, calciatore uruguaiano (José Pedro Varela, n. 1996)
- Anthony Soubervie, calciatore francese (Caienna, n. 1984)
- Anthony Stokes, ex calciatore irlandese (Dublino, n. 1988)
- Anthony Straker, ex calciatore grenadino (Londra, n. 1988)

## T(5)
- Anthony Talo, calciatore e giocatore di calcio a 5 salomonese (n. 1996)
- Anthony Tapia, ex calciatore colombiano (Barranquilla, n. 1987)
- Anthony Taugourdeau, calciatore francese (Marsiglia, n. 1989)
- Tony Toklomety, ex calciatore beninese (Cotonou, n. 1984)
- Anthony Tokpah, ex calciatore liberiano (n. 1977)

## U(2)
- Anthony Ujah, calciatore nigeriano (Ugbokolo, n. 1990)
- Anthony Uribe, calciatore venezuelano (La Guaira, n. 1990)

## V(4)
- Anthony van den Hurk, calciatore olandese (Veghel, n. 1993)
- Anthony Valencia, calciatore ecuadoriano (Guayaquil, n. 2003)
- Anthony Van Loo, ex calciatore belga (Bruges, n. 1988)
- Anthony Vanden Borre, ex calciatore belga (Likasi, n. 1987)

## W(9)
- Tony Waiters, calciatore e allenatore di calcio inglese (Southport, n. 1937 - † 2020)
- Anthony Wallace, ex calciatore statunitense (Brooklyn, n. 1986)
- Anthony Walongwa, calciatore della Repubblica Democratica del Congo (Nantes, n. 1993)
- Anthony Wambani, calciatore keniota (n. 1999)
- Tony Watt, calciatore scozzese (Coatbridge, n. 1993)
- Anthony Weber, ex calciatore francese (Strasburgo, n. 1987)
- Anthony Weldon, calciatore e allenatore di calcio scozzese (Inverness, n. 1900 - † 1953)
- Anthony Wolfe, calciatore trinidadiano (Manzanilla, n. 1983)
- A.J. Wood, ex calciatore statunitense (Pittsburgh, n. 1973)

## Y(1)
- Anthony Yeboah, ex calciatore ghanese (Kumasi, n. 1966)

## Š(1)
- Anthony Šerić, ex calciatore croato (Sydney, n. 1979)